# Mânăstirea (gmina)
Mânăstirea – gmina w Rumunii, w okręgu Călărași. Obejmuje miejscowości Coconi, Mânăstirea i Sultana. W 2011 roku liczyła 5612 mieszkańców. 